# Kunszentmiklós
Kunszentmiklós (en alemán: Sankt Niklas) es una ciudad del condado de Bács-Kiskun, Hungría. Su nombre deriva del cumano (Kun en húngaro).

## Ciudades hermanadas
- Cristuru Secuiesc, Rumanía
- Blumberg, Alemania
- Skorenovac, Serbia
- Karcag, Hungría
- San Ġiljan, Malta
- Chepa, Ucrania